# Macrocyclops albidus
Macrocyclops albidus – gatunek widłonoga z rodziny Cyclopidae. Opisał go w 1820 roku szwajcarski zoolog Louis Jurine, nadając mu nazwę Monoculus quadricornis albidus.

## Ekologia
Siedliska tego widłonoga stanowi czysta woda, która znajduje się w przydrożnych rowach, przydomowych oczkach wodnych, basenach, stawach i innych środowiskach o wystarczającej ilości pożywienia. Gatunek kosmopolityczny, badania naukowe populacji Macrocyclops albidus z Anglii, Szkocji, Francji, Niemiec, Stanów Zjednoczonych, Nowej Zelandii i Australii wskazują, że rozprzestrzenianie się tego widłonoga na całym świecie jest wynikiem interwencji człowieka, w szczególności żeglugi, a nie przyczyn naturalnych, takich jak wiatr lub poprzez migrację ptaków.
Macrocyclops albidus żywią się przede wszystkim larwami komarów i są bardzo skuteczne w zwalczaniu tych owadów. Osiągają prawie 90% redukcję przeżywalności larw w warunkach polowych i przekraczają ilość przeciętną ilość spożywanych larw przyjętą dla innych drapieżników w doświadczeniach laboratoryjnych. W badaniach laboratoryjnych przeciętny macrocyclops zabija średnio 27 larw Culex quinquefasciatus dziennie.
Macrocyclops albidus jest znanym pośrednim żywicielem hermafrodytycznego pasożyta Schistocephalus solidus, tasiemca ryb i ptaków, których pożywienie stanowią ryby.

## Klasyfikacja
Macrocyclops należy do skorupiaków i jest rodzajem widłonogów, charakteryzuje się występowaniem piątej nogi z dwóch różnych segmentów, dystalnym segmentem z trzema kolcami lub na końcu odwłoka. Macrocyclops albidus wyróżnia się odkrytą środkową powierzchnią odwłoku i szklistą płytką na ostatnim odcinku odwłoka, która jest gładka lub drobno ząbkowana.